# Neolycaena carbonaria
Neolycaena carbonaria är en fjärilsart som beskrevs av Grum-grshimailo 1890. Neolycaena carbonaria ingår i släktet Neolycaena och familjen juvelvingar. Inga underarter finns listade i Catalogue of Life.